# Stockholmska ekonomska škola
Stockolmska ekonomska škola (šved. Handelshögskolan i Stockholm, skraćeno HHS) privatna je poslovna škola u Stockholmu i jedna od najuglednijih u Europi. Osim u Švedskoj, ima svoje odjele u Latviji (Riga) i Rusiji (Sankt Peterburg, Moskva). Unutar škole djeluje i Europska škola za japanske studije sa sjedištem u Tokiju.
Osnovano je 1909. godine, po uzoru na slične škole u Njemačkoj i Ujedinjenom Kraljevstvu.
Od poznatijih studenata i predavača, u školi su djelovali nobelovac Gunnar Myrdal i glavni tajnik UN-a Dag Hammarskjöld.

## Vanjske poveznice
- Službene stranice (šved.) (engl.)